# Paul Winter
Pour les articles homonymes, voir Winter.
Ne doit pas être confondu avec Paul Winter (résistant) ou Paul Winter (musicien).
Paul Winter est un athlète français, discobole, né le 6 février 1906 à Ribeauvillé, mort le 23 février 1992 à Poitiers, de 1,75 m pour 89 kg.

## Biographie
Ses clubs successifs sont le SR Colmar de 1925 à 1926, le Stade français de 1926 à 1927, l'AS Strasbourg de 1928 à 1931, l'Individuel Paris de 1932 à 1934, et le CA Français de 1935 à 1949.
Il rencontre en 1927 Jules Noël avec lequel il se liera d'amitié dans une émulation sportive qui ne sera interrompue que par la Seconde Guerre mondiale.
Il participe aux Jeux olympiques d'été de 1932 et à ceux de 1936. 
Il est le premier Français à monter sur une estrade olympique, le podium n'ayant en effet été introduit qu'en 1932.

## Palmarès

### Jeux olympiques
- Jeux olympiques de 1932 à Los Angeles (États-Unis) 
  -  Médaille de bronze aux Jeux olympiques de 1932[1]

### Championnats d'Europe d'Athlétisme
- Vice-champion d'Europe en 1934 (1re édition)

### Championnats de France d'Athlétisme
- Champion de France en 1931, 1933, 1935 et 1937

### Statistiques
- 43 sélections en équipe de France A, de 1927 à 1939, pour 13 victoires internationales
- Recordman de France à trois reprises du lancer du disque : 47,92 m en 1930, 48,90 m en 1931, 50,71 m en 1932 aux Jeux olympiques, une meilleure marque nationale qu'il conserva jusqu'en 1957, soit durant 26 années.

## Notes et références

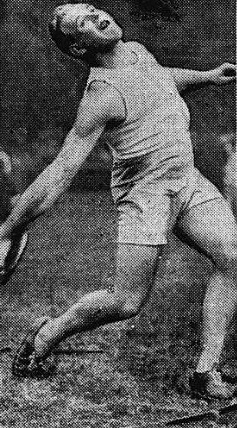
Paul Winter, vice-champion du lancer du disque en 1934 à Turin.